# Ben (film)
Ben è un film horror del 1972, diretto da Phil Karlson. Sequel di Willard e i topi, uscito l'anno precedente.
In Italia è noto anche con il titolo L'ultima carica di Ben.

## Trama
Il giovane Willard Styles, dopo aver ospitato nella sua cantina ed addestrato dei topi, tenta di liberarsi di loro con del veleno. Questi topi sono guidati da Ben, il più intelligente fra loro, e si nascondono nelle fogne di una cittadina statunitense dalla quale escono per procurarsi il cibo.
Mentre la polizia cerca di scoprire dove si nascondano, Ben diventa amico di un bimbo malato di cuore, David Garrison (interpretato dall'allora undicenne Lee Montgomery), che lo avverte ogni volta che gli uomini organizzano una spedizione punitiva.
Nonostante ciò, agenti e pompieri riescono a scovare il nascondiglio dei topi, che vengono così sterminati tutti, ad eccezione di Ben, che viene accolto in casa da David.

## Colonna sonora
Il brano musicale che porta lo stesso titolo del film, ovvero Ben, interpretato dal quattordicenne Michael Jackson, raggiunge la prima posizione nella Billboard Hot 100, la classifica dei dischi più venduti negli Stati Uniti.

## Distribuzione
È uscito nelle sale cinematografiche degli USA il 23 giugno 1972 ed in quelle italiane il 19 ottobre dello stesso anno, distribuito dalla Cinerama Releasing.

## Premi
- Golden Globe 1973: migliore canzone originale